# Podralsko
Podralsko je dobrovolný svazek obcí v okresu Česká Lípa, okresu Mladá Boleslav a okresu Liberec, jeho sídlem je Osečná a jeho cílem je vzájemná spolupráce a koordinace činností v oblasti rozvoje regionu. Sdružuje celkem 23 obcí a byl založen v roce 2000.

## Obce sdružené v mikroregionu
- Bělá pod Bezdězem
- Bezděz
- Bohatice
- Brniště
- Cetenov
- Doksy
- Dolní Krupá
- Dubá
- Dubnice
- Hamr na Jezeře
- Jablonné v Podještědí
- Křižany
- Mimoň
- Noviny pod Ralskem
- Okna
- Osečná
- Pertoltice pod Ralskem
- Ralsko
- Rokytá
- Skalka u Doks
- Stráž pod Ralskem
- Tachov
- Velenice
- Velký Valtinov
- Zákupy
- Zdislava

## Partneři sdružení
- Liberecký kraj
- Středočeský kraj
- Národní síť zdravých měst

## Hlavní akce mikroregionu
Program byl stanoven při založení v roce 2000.
- Dovybavení obcí výpočetní technikou (včetně připojení k Internetu).
- Program zlepšení čistoty vod v povodí Panenského potoka (čističky, kanalizace).
- Program rozvoje cykloturistiky (včetně návaznosti na celostátní a evropskou síť cyklotras).
- V roce 2003 byl přijat program Místní agenda 21 (MA21), zaměřený na spolupráci nejen členských obcí, ale i zájmových sdružení, podnikatelských subjektů a zainteresované veřejnosti. V návaznosti na tento program o rok později vznikla Místní akční skupina Podralsko, známější pod názvem LAG Podralsko
- V návaznosti na povodně byl přijat v létě 2010 záměr připravit projekt Varovný systém ochrany před přírodními živly v mikroregionu Podralsko. Má být realizován v dalších dvou letech.